# Boswellia neglecta
Boswellia neglecta är en tvåhjärtbladig växtart som beskrevs av Spencer Le Marchant Moore. Boswellia neglecta ingår i släktet Boswellia och familjen Burseraceae. Inga underarter finns listade i Catalogue of Life.